# Acanthiza reguloides
Acanthiza reguloides là một loài chim trong họ Acanthizidae.